# Koran van Toledo

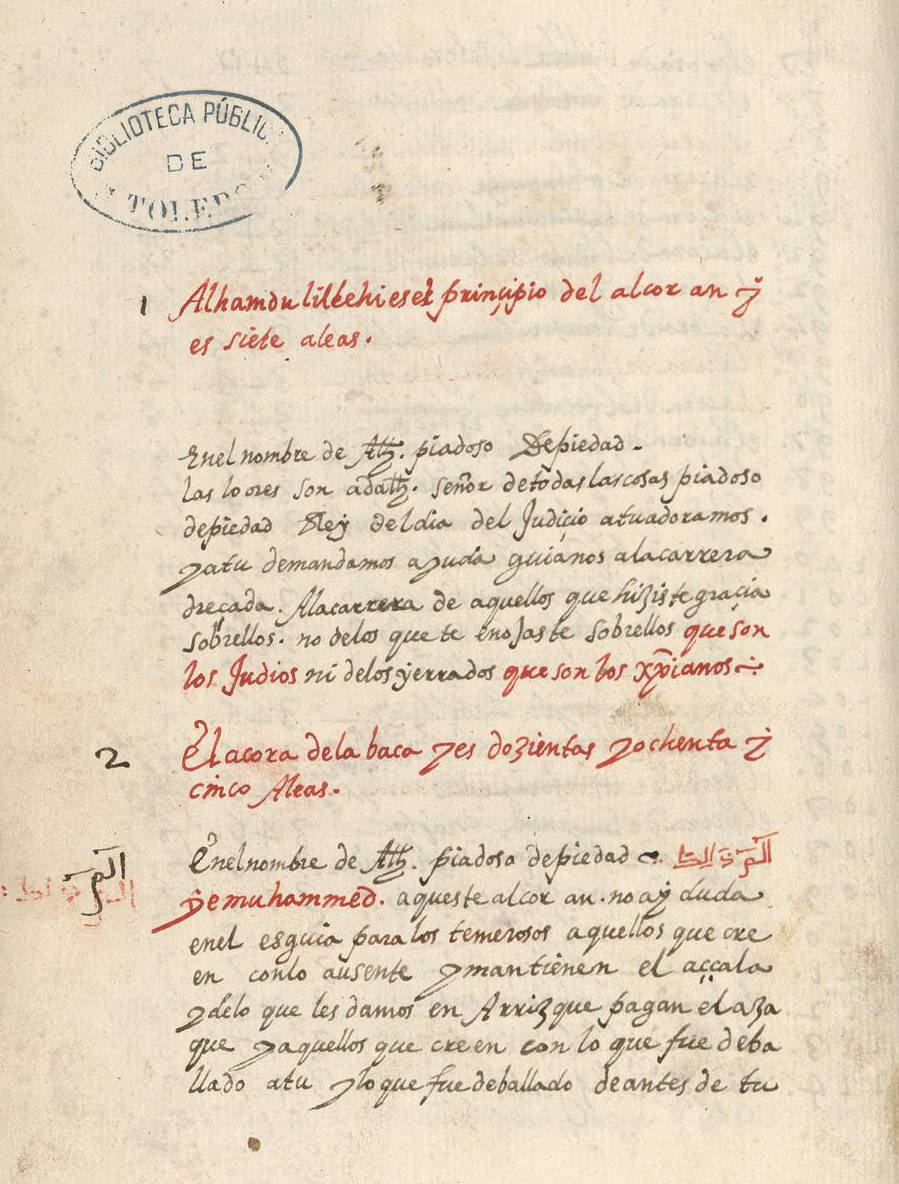
De Koran van Toledo in het Castiliaans met Latijns schrift, geschreven in het begin van de 17e eeuw

De Koran van Toledo is een vertaling met uitleg en interpretatie van de Koran uit 1606 in het Spaans. Het manuscript is geschreven in Latijns schrift. Waarschijnlijk is het oorspronkelijk vervaardigd in Villafeliche. De naam is ontleend aan de bewaarplaats: de Biblioteca de Castilla-La Mancha (als manuscrito 235) in de stad Toledo.
Het is de enige bewaard gebleven volledige vertaling van de Koran in de volkstaal uit die periode, hoewel het exegetische commentaren bevat en geenszins een getrouwe woord-voor-woordvertaling van de Koran is.